# Funicular

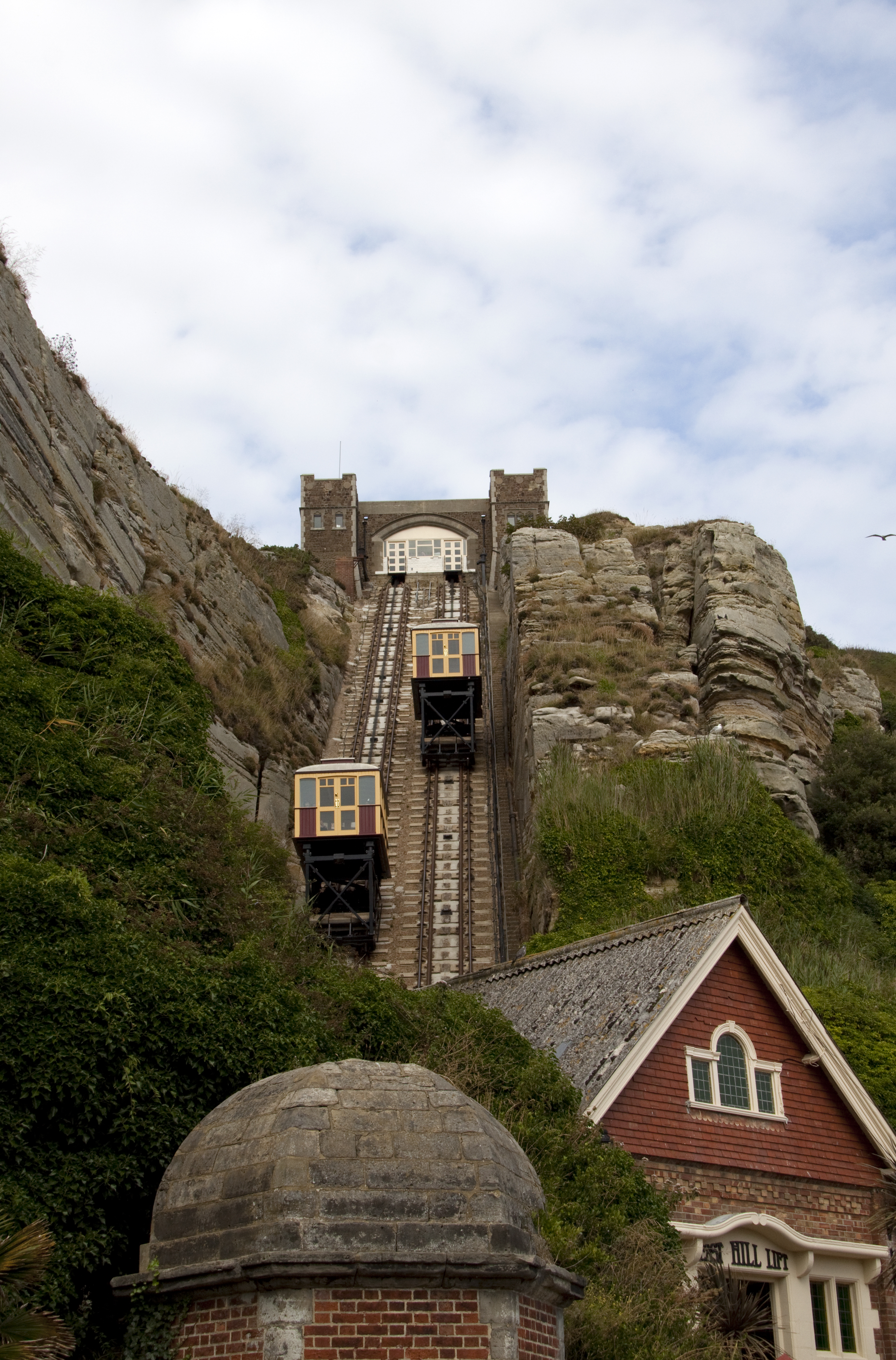
Funicular de la ciudad de Hastings, Reino Unido.

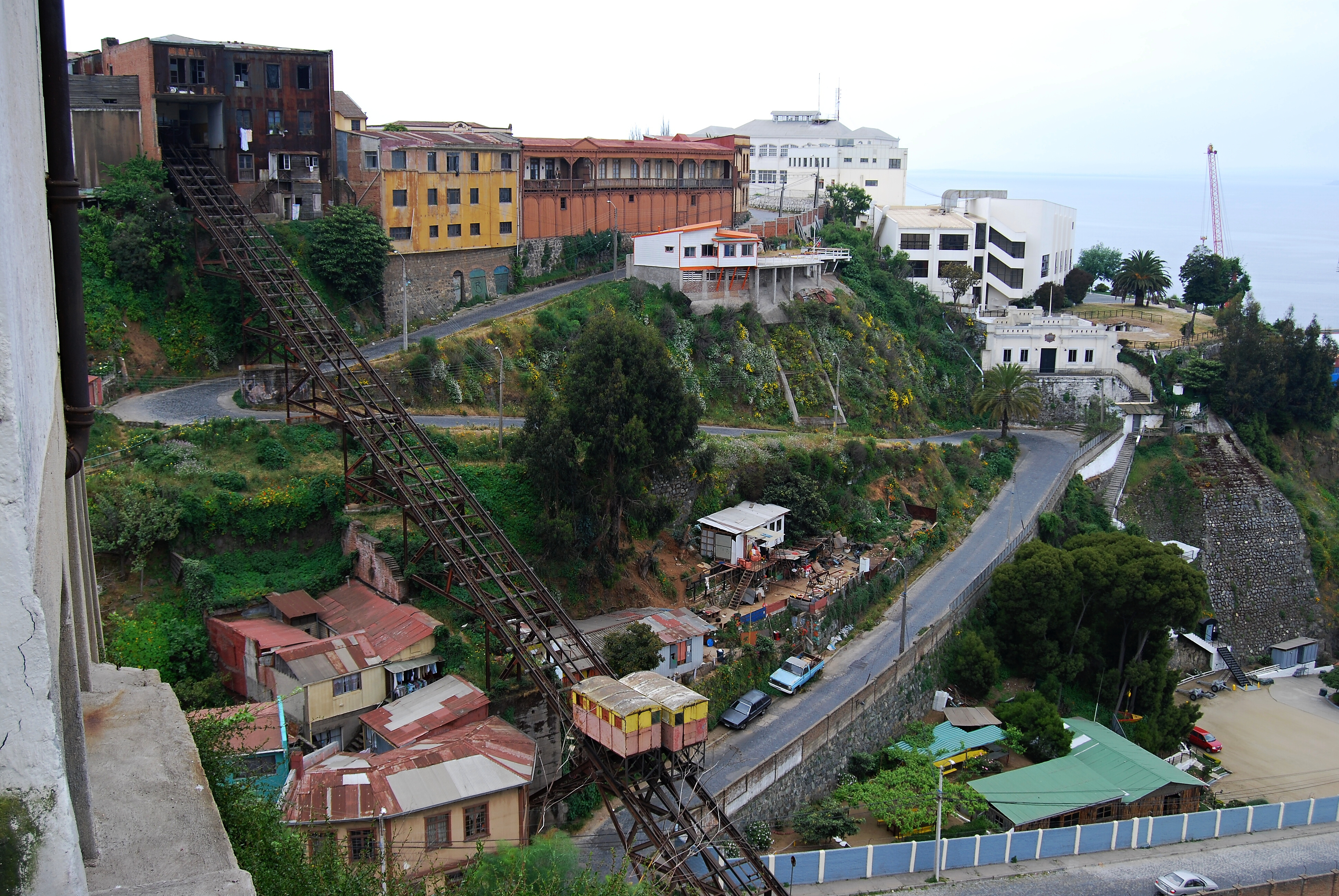
Típico funicular de la ciudad de Valparaíso, Chile. El esquema de este se repite en todos los demás a excepción del Ascensor Polanco, que es vertical.

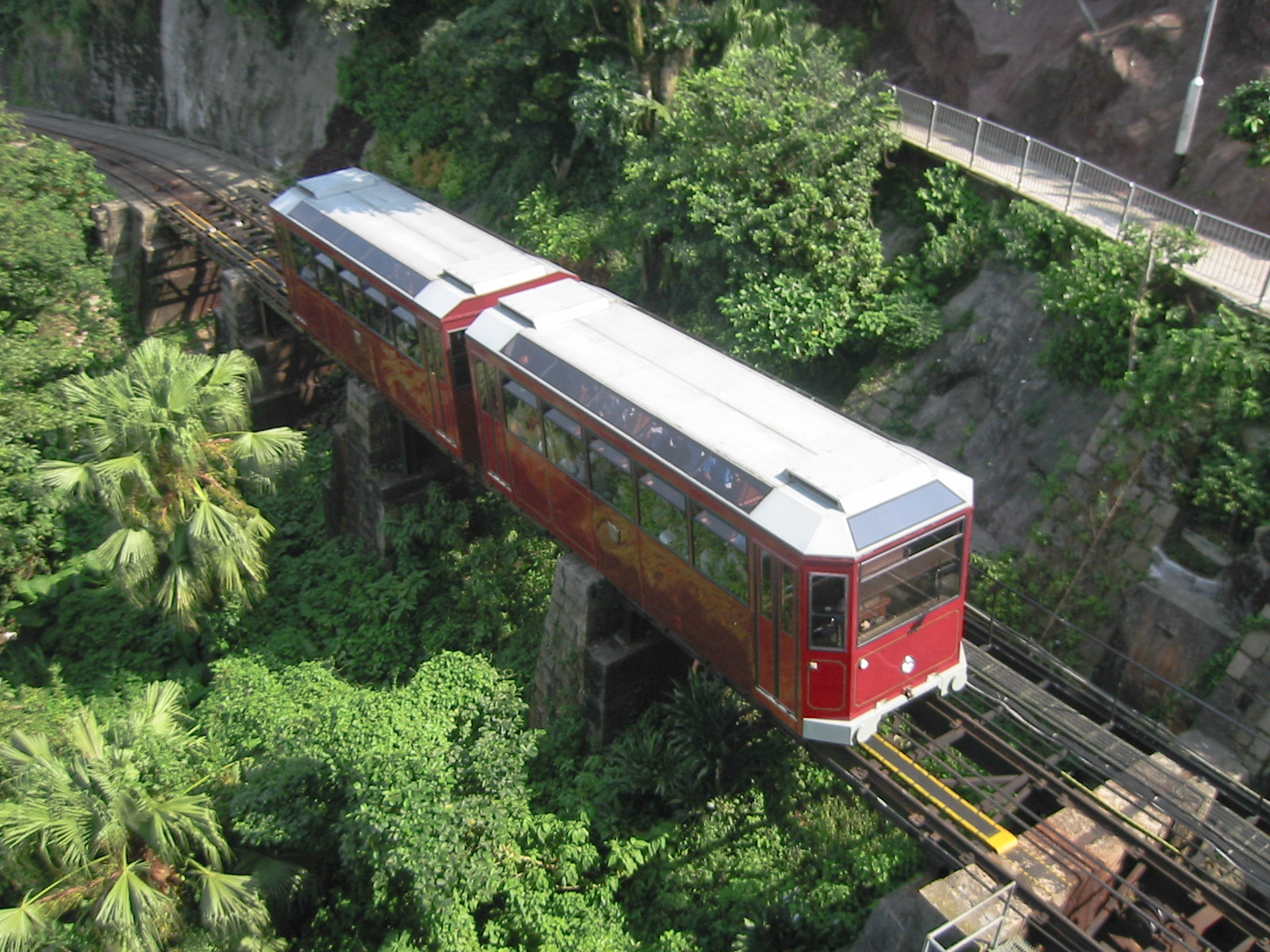
Funicular de la Cumbre Victoria, Hong Kong.

Se denomina funicular a un tipo especial de ferrocarril utilizado para subir grandes pendientes. No se debe confundir con los ferrocarriles dotados de tramos con planos inclinados. Circula sobre rieles y normalmente dispone de dos cabinas enlazadas por un cable de acero sobre una vía de ferrocarril, a modo de ascensor inclinado, de tal forma que mientras un vehículo sube el otro baja, lo que permite aprovechar la energía potencial del que queda en la parte superior para subir el inferior a la vez que se frena el que está bajando. Su nombre deriva del latín, funiculus, diminutivo de funis, que significa "cuerda".
A menudo los vagones suelen compartir la misma vía salvo en el punto medio, donde se bifurca para que puedan pasar a la vez. Los vehículos carecen de motorización propia, ya que el movimiento lo imprime un motor que acciona una gran polea, que a su vez mueve el cable de tracción. No obstante, los vehículos van dotados de varios sistemas de frenado, tanto de servicio como de urgencia, este último en caso de fallo en las instalaciones (rotura o distensión del cable, etc.) o en los vehículos.
Este medio de transporte se creó en el siglo XIX como una alternativa a las vías del ferrocarril, como medio de vencer grandes pendientes. El funicular no debe confundirse con el teleférico donde usa el mismo sistema de transporte de tracción por cable, pero cuya cabina está suspendida al aire de uno o más cables fijos llamados cables de carga, actuando como un rodante aéreo.
El primer funicular del mundo, accionado por una máquina de vapor, fue el que unía Rue Terme con Croix Rousse y fue inaugurado en Lyon en el año 1862.
Después del primer funicular, los siguientes fueron:
- El de Budapest, en 1870.
- El de Leopoldsberg, en Viena, en 1873.
- El de Estambul, en 1875.
- El de Scarborough, en Reino Unido, en 1876.
- El del Vieux-Quebec, en Canadá, en 1879.
- El Elevador do Bom Jesus, Braga (Portugal) en 1882.
- El Concepción, inaugurado en 1883 en Valparaíso (Chile).
- El Cordillera de 1886 en Valparaíso, Chile.
- El de Bürgenstock junto a Lucerna, Suiza, en 1888.
- El de Cumbre Victoria, en Hong Kong, China, en 1890.
- El Artillería de Valparaíso, Chile, en 1892.
- El de la Fortaleza de Salzburgo, en Austria, en 1892.
- El Funicular de Barranco en Lima, Perú, en 1896.
- El Funicular de Montmartre, en Paris, en 1900.
- El Funicular de Ate, Hotel El Pueblo, Perú, en  1966.
- El Funicular de Vallvidrera en Barcelona, España, en 1900.
- El Peral de Valparaíso (Chile), en 1901.
- El Funicular del Tibidabo, en Barcelona (España), en 1901.
- El Reina Victoria de Valparaíso (Chile), en 1903.
- El Funicular de Chilecito, Provincia de La Rioja, Argentina, en 1906.
- El Funicular de Pau, en Francia, en 1908.
- El Barón inaugurado en 1909 en Valparaíso (Chile).
- El de San Sebastián, España, en 1912.
- El de Bilbao, España, en 1915.
- El de Santiago de Chile, en 1925.
- El Funicular de Larreineta en Valle de Trápaga, España, en 1926.
- El Funicular de Montjuïc en Barcelona, España, en 1928.
- El Funicular de Monserrate en Bogotá, en 1929.
- El Funicular de Žaliakalnis en Kaunas, en 1931.
- El Funicular de Aleksotas en Kaunas, en 1935.
- El Funicular del Valle de los Caídos en Madrid, España, en 1975.
- El Funicular de la Cumbre en Bariloche, Argentina, en 2007.

La primera aplicación para transporte de viajeros se hizo en Duino, Italia, y un año después en Lyon, Francia, para superar rampas de planos inclinados de hasta un 60%.
El primer funicular con motor eléctrico fue el de Suiza. A partir de entonces, comenzó a haber más y más funiculares, y en Europa llegaron a circular más de trescientos.
Este transporte tiene grandes ventajas, por su seguridad, funcionalidad y capacidad de transporte y su adaptación tanto a las zonas urbanas como a las de montaña, y por ello nuevamente se han puesto de moda. Hoy en día en Europa existen más de doscientos funiculares en servicio.

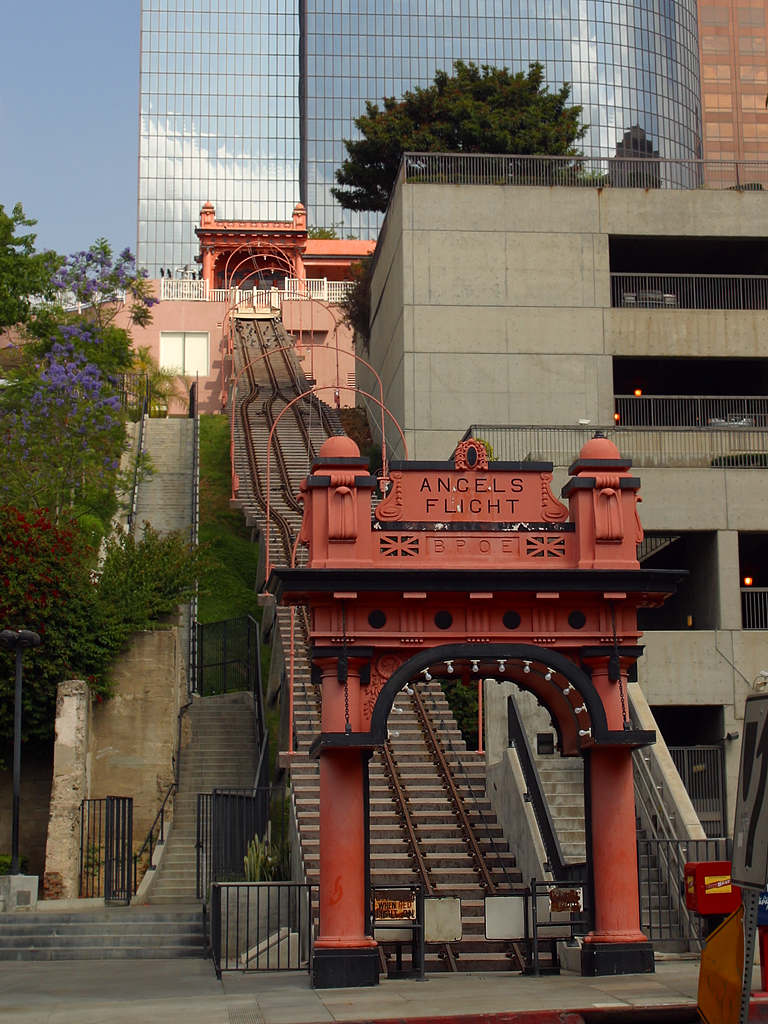
Funicular de la ciudad de Los Ángeles, Estados Unidos.

## Técnica

Las tres disposiciones de vía: doble / triple / via única.

### Vías
Por lo general, un funicular se ejecuta en una sola vía férrea que tiene una sección doble en el medio de la ruta para el cruce de vehículos. Este cruce central, funciona sin una aguja en movimiento gracias a la particular disposición de los ejes de los vehículos. Estos están equipados con ruedas ranuradas que guían el tren sobre el carril continuo en el exterior del apartadero, y ruedas de tambor capaces de atravesar el "corazón" del apartadero del riel en el lado interior. Esta disposición de ejes se invierte de un tren a otro, lo que permite definir, al diseñar el dispositivo, un lado de cruce diferente para cada vehículo. La aguja funciona así sin intervención humana, sin riesgo de colisión de las cabinas o cruce de los cables.
También existen funiculares de doble vía a lo largo de toda la línea o, más raramente, funiculares de triple vía donde el carril central es compartido por ambos vehículos, es decir, común a la vía izquierda y derecha con separación a nivel del cruce.

### Cables
El cable que forma el medio bucle superior, es casi siempre por el que se conduce el funicular. Esto aprovecha una mayor tensión del cable, reforzada por el peso de los vehículos, lo que maximiza el agarre en la polea de transmisión. Esta adherencia generalmente se optimiza mediante un cabrestante de accionamiento con doble o triple enrollado del cable.
El accionamiento lo proporciona generalmente un motor eléctrico acoplado a un reductor que pone en movimiento la polea motriz. Generalmente hay uno o más frenos de servicio directamente en la salida del motor y uno o más frenos de seguridad lo más cerca de la polea de transmisión.

## Funiculares en Chile

### Valparaíso

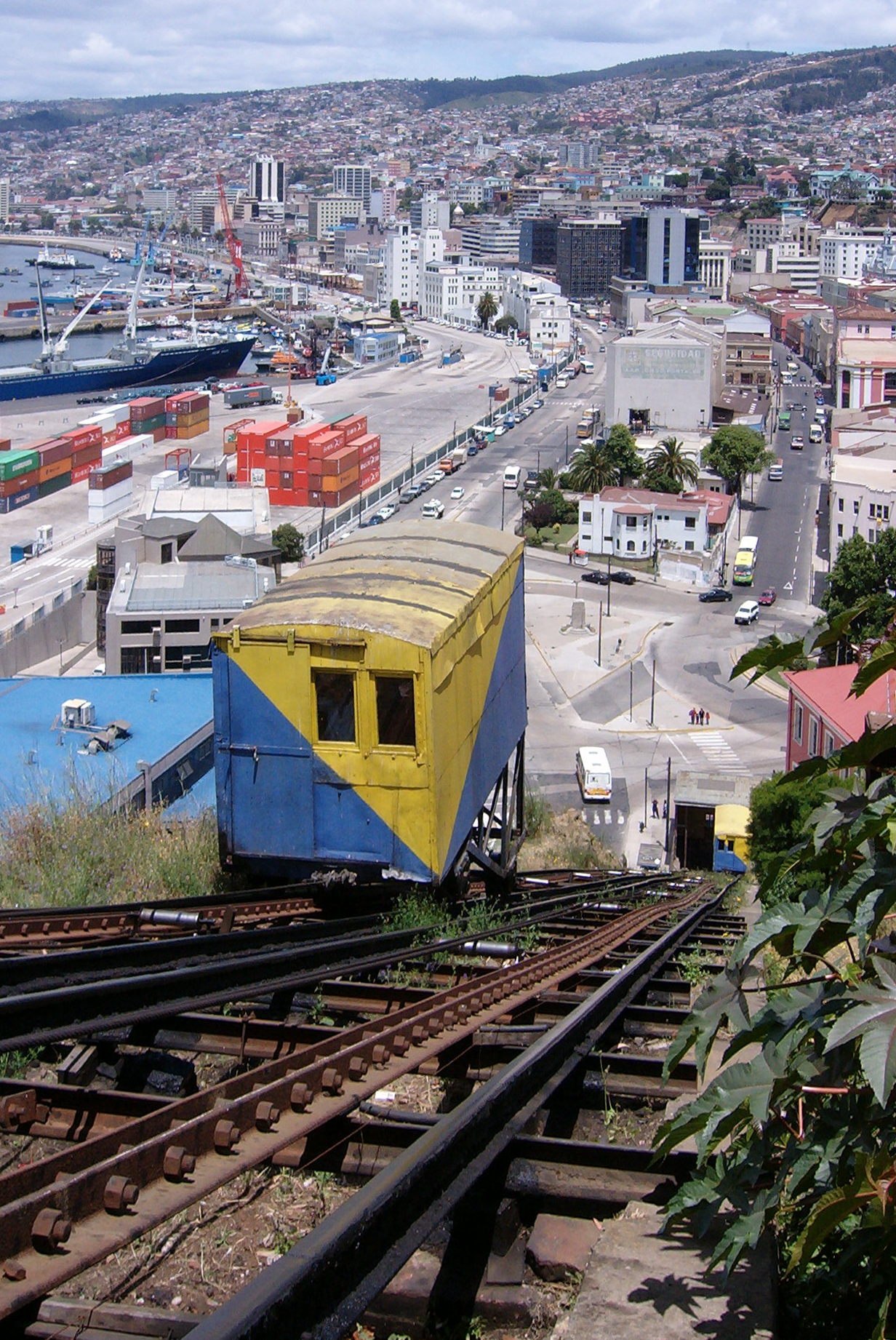
El ascensor Artillería en 2004.

De los cerca de 30 ascensores que a partir del año 1883 funcionaron en Valparaíso, pocos de ellos siguen en funcionamiento al año 2010, entre ellos están: los ascensores El Peral, Polanco y Reina Victoria de propiedad municipal, Concepción (el primero en ser construido en 1883) y el Van Buren de propiedad privada. Entre las razones para la desaparición o detención están las destrucciones por terremotos, incendios, derrumbes de cerros y la poca rentabilidad de algunos por la preferencia de otros medios de transporte como buses y colectivos.
De los ascensores de la ciudad, 16 fueron declarados Monumentos Históricos Nacionales. El ascensor Polanco fue declarado Monumento Nacional en el año 1974, el ascensor Van Buren en el año 2010 y los 14 restantes lo fueron el 1 de septiembre de 1998.
| Nombre         | Estación baja               | Estación alta            | Cerro       | Inauguración | Fin de servicio   | Propiedad  |
| -------------- | --------------------------- | ------------------------ | ----------- | ------------ | ----------------- | ---------- |
| Artillería     | Plaza Wheelwright           | Paseo 21 de Mayo         | Artillería  | 1893         | Detenido          | Particular |
| Barón          | Avenida España              | Avenida Diego Portales   | Barón       | 1909         | En funcionamiento | Municipal  |
| Concepción     | Calle Prat                  | Paseo Gervasoni          | Concepción  | 1883         | En mantención     | estatal    |
| Cordillera     | Calle Serrano               | Plaza Eleuterio Ramírez  | Cordillera  | 1886         | En mantención     | estatal    |
| El Peral       | Plaza de Justicia           | Paseo Yugoslavo          | Alegre      | 1901         | En funcionamiento | Municipal  |
| Espíritu Santo | Calle Aldunate              | Calle Rudolph            | Bellavista  | 1911         | En mantención     | estatal    |
| Florida        | Calle Carrera               | Calle Marconi            | Florida     | 1907         | 2009              | Particular |
| Larraín        | Calle Eusebio Lillo         | Paseo Hermanos Clark     | Larraín     | 1909         | 2010              | Particular |
| Lecheros       | Calle Eusebio Lillo         | Calle Lecheros           | Lecheros    | 1908         | 2007              | municipal  |
| Mariposas      | Calle Gaspar Marín          | Paseo Barbosa            | Mariposas   | 1906         | 2009              | Particular |
| Monjas         | Avenida Baquedano           | Calle Bianchi            | Monjas      | 1912         | 2009              | Particular |
| Polanco        | Calle Almirante Simpson     | Calle Latorre            | Polanco     | 1916         | En funcionamiento | Municipal  |
| Reina Victoria | Avenida Elías               | Paseo Dimalow            | Alegre      | 1903         | En funcionamiento | Municipal  |
| San Agustín    | Calle Tomás Ramos           | Calle Canal              | Cordillera  | 1913         | En funcionamiento | Municipal  |
| Van Buren      | Patio central del Van Buren | Parte alta del Van Buren | El Litre    | 1932         | En funcionamiento | Particular |
| Villaseca      | Avenida Antonio Varas       | Pedro León Gallo         | Playa Ancha | 1913         | 2005              | Particular |

### Viña del Mar
En esta ciudad, vecina a Valparaíso, también existe este tipo de transporte, aunque la mayoría de ellos son de propiedad privada, para el transporte de los vecinos de los condominios cercanos a la playa. Predominan en el barrio de Reñaca, en el sector norte de la ciudad. Sólo existe un ascensor de uso público, el Villanelo, ubicado a pocas cuadras de la Quinta Vergara, inaugurado en 1983 y reparado en 2010.

### Santiago

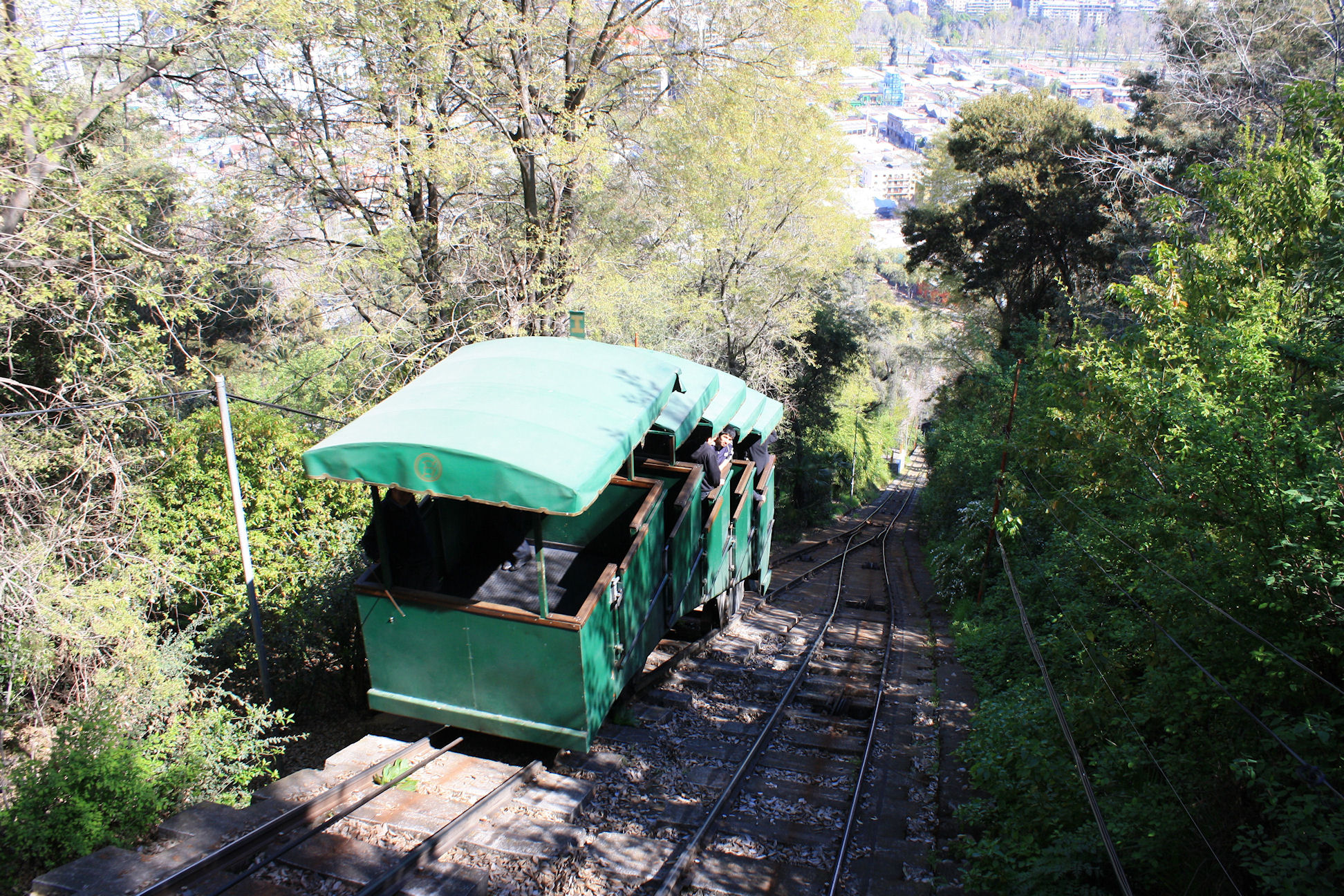
Funicular de Santiago.

En 1923 se inició la construcción de un funicular en el Cerro San Cristóbal de la capital, siendo terminado definitivamente e inaugurado en 1925. El funicular recorre 485 metros, uniendo tres estaciones: "Pío Nono" (en la falda del cerro), "Zoológico" y "Cumbre", donde está el Santuario a la Virgen y existe una conexión con el teleférico de Santiago. El 16 de noviembre de 2000 fue nombrado Monumento Histórico de Chile.
Existe también otro funicular en el Cerro 18 de Lo Barnechea, inaugurado el 27 de mayo de 2016. Posee 2 cabinas con capacidad de 10 personas cada una, y el recorrido es de 300 metros, con 3 paradas: una en calle Los Quincheros, otra a la altura de Senda 9 Sur, y la última en Senda 20 Sur, cercana al Parque de la Chilenidad y la Virgen del Cerro 18.

### Curicó
En 2012 la Municipalidad de Curicó esperaba inaugurar su funicular en el Cerro Condell. La idea empezó a gestarse en 2004, sufriendo atrasos y reconsideraciones a lo largo de este tiempo. El proyecto tuvo un costo de 49 millones de pesos en su obra gruesa y aún faltan por construir las estaciones de inicio y término en el lugar, quedando la obra abandonada en años posteriores. En 2022 se volvió a plantear su construcción.

### Concepción
Frente al parque Ecuador, en la ladera poniente del cerro Caracol, existe un funicular que conecta el Edificio Cerro Caracol con la calle Doctor Wilhelm. Es de uso privado para los residentes del edificio respectivo.

## Funiculares en Colombia

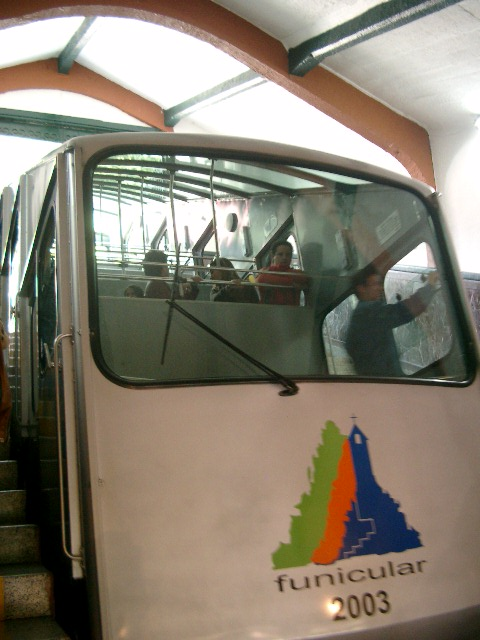
Vagón del funicular del cerro Monserrate.

### Bogotá
El funicular que sube al cerro de Monserrate fue inaugurado en 1929, avanza a 3.2 metros por segundo, sube hasta los 3.152 m s. n. m. y cuenta con techos de vidrio para observar el paisaje.

## Funiculares en España
En España hay 12 funiculares en funcionamiento. El más antiguo es el del Tibidabo, en Barcelona, inaugurado en 1901. El más reciente es el de Río de la Pila, en Santander, inaugurado en 2008.
- Barcelona: Funicular de Montjuïc, Funicular de Vallvidrera y Funicular del Tibidabo.

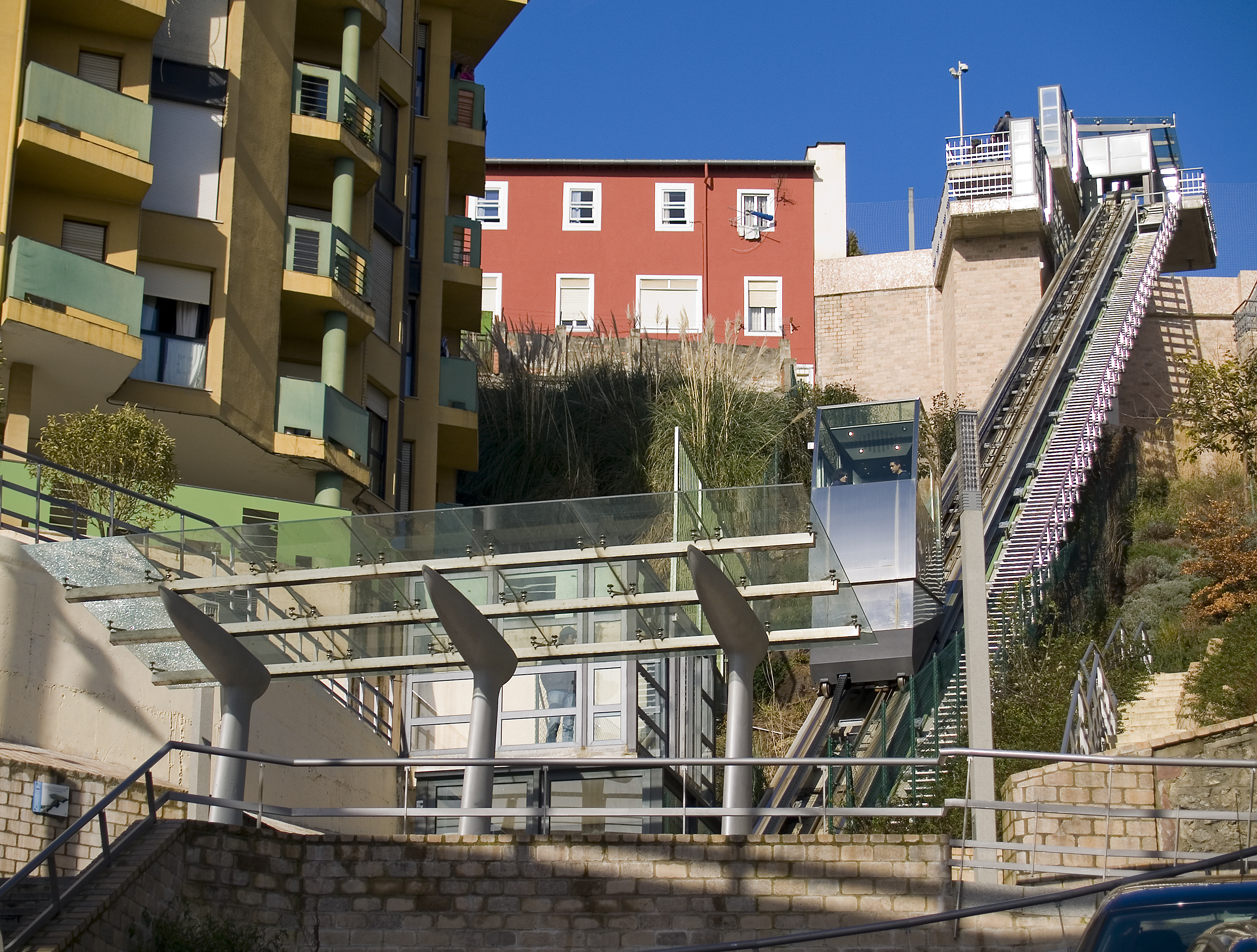
Funicular Río de la Pila en Santander.

- Vizcaya: Funicular de Archanda y Funicular de Larreineta.
- Cabrales (Asturias): Funicular de Bulnes.
- San Sebastián: Funicular de Igeldo.
- Monistrol de Montserrat (Cataluña): Funicular de la Santa Cova y Funicular de Sant Joan.
- Gélida (Cataluña): Funicular de Gélida.
- Santander (Cantabria): Funicular de Río de la Pila.

En el municipio de San Lorenzo de El Escorial (Comunidad de Madrid) se encuentra el funicular del Valle de los Caídos; sin embargo, debido a razones de seguridad por desprendimientos de roca en la montaña fue clausurado en 2009.

## Funiculares en México

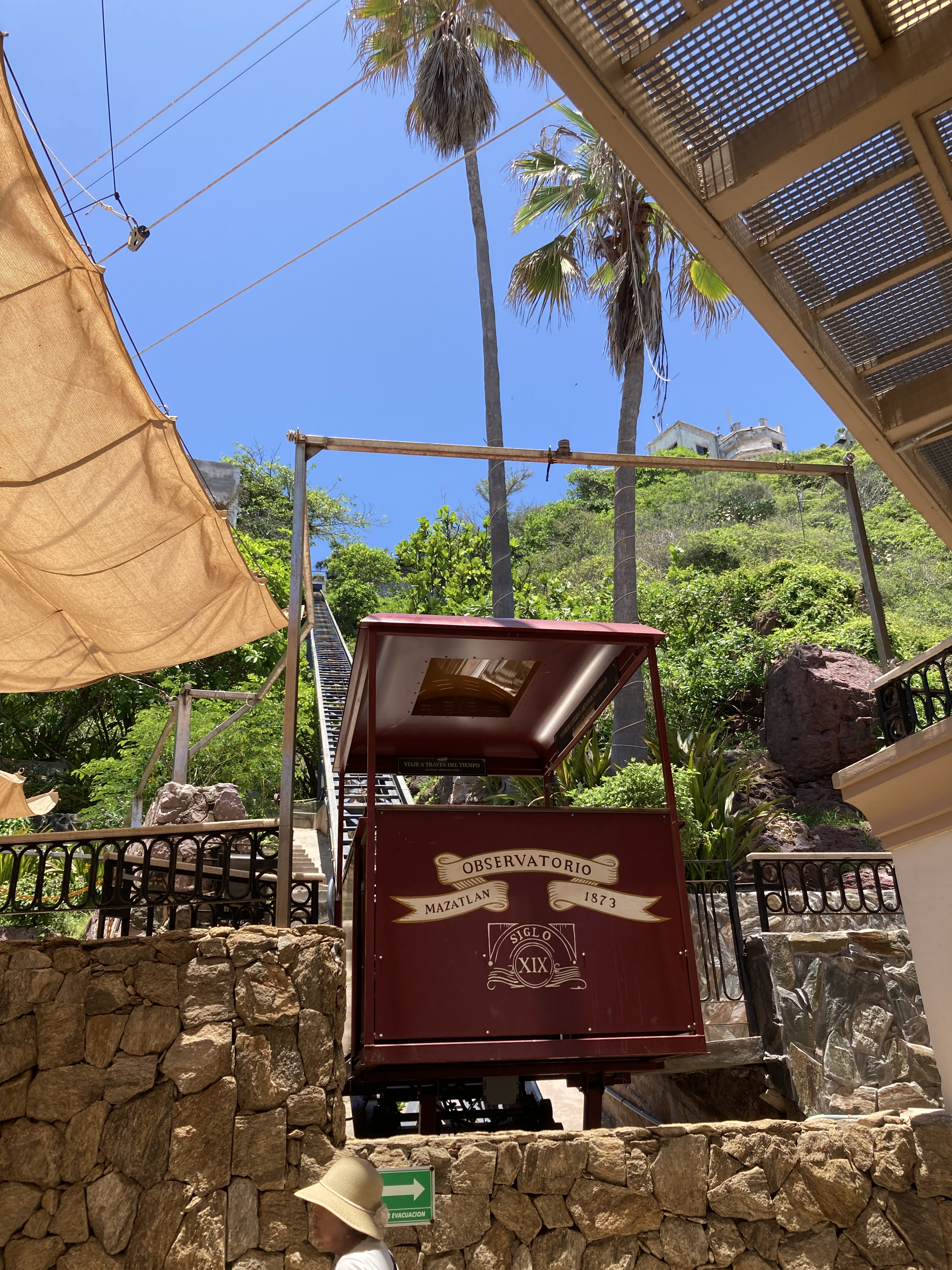
Funicular del Observatorio 1873.

En México hasta 2001, solo existía un funicular en funcionamiento. El Funicular de Guanajuato ubicado en la ciudad de Guanajuato, Guanajuato, y fue inaugurado en esa fecha. Sin embargo también existe un funicular en el puerto de Mazatlán, Sinaloa y está ubicado en el museo Observatorio 1873, inaugurado en 2021, además el funicular fue acreedor del premio de Project of the Year en 2021, organizado por Elevator World, con la categoría de ascensores inclinados.

## Funiculares en Perú
En la central hidroeléctrica de Matucana Pablo Boner, ubicada en el distrito de San Jerónimo de Surco, provincia de Huarochirí, Lima, y en el balneario de Curayacu, en San Bartolo, Lima.
El Funicular de la Central Hidroeléctrica de Machupicchu, ubicado en la Provincia de Urubamba, departamento del Cusco a 10 km de la Maravilla del Santuario Histórico de Machupicchu. Viene funcionando desde los años 1960 y sirve para el traslado de personal de mantenimiento de la Cámara de carga de la hidroeléctrica Machupicchu, propiedad de la Empresa EGEMSA; tiene un recorrido de 540 metros e inicia en la cota 1780 m.s.n.m hasta la cota superior de 2060 m.s.n.m

## Tecnologías relacionadas

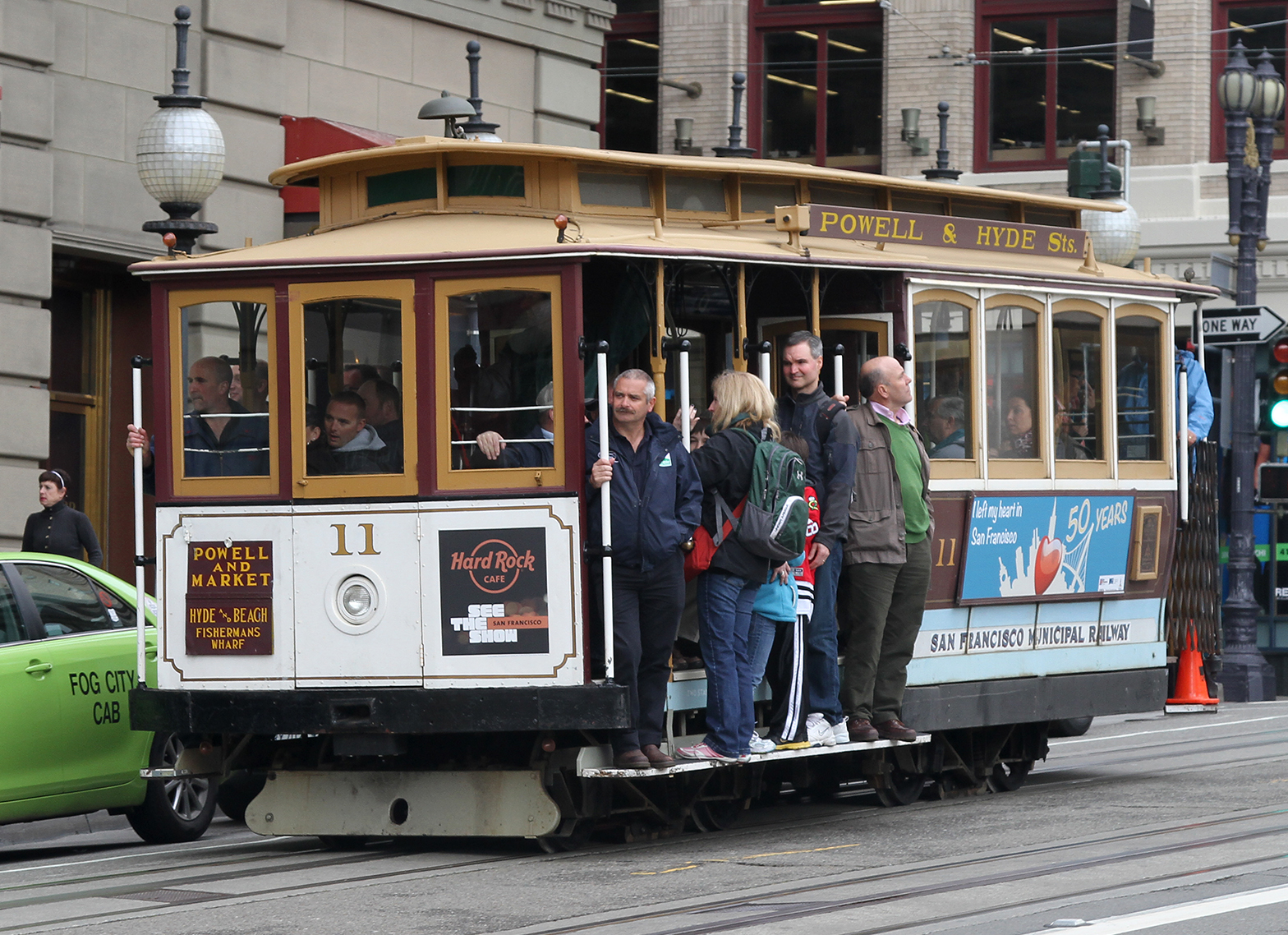
Tranvía con tracción por cable de San Francisco

- El ascensor inclinado: es un dispositivo de diseño similar al funicular, con la diferencia de que debe funcionar con un único vehículo (generalmente de pequeña capacidad) utilizando las tecnologías que habitualmente se aplican al ascensor. Puede ser movido por un cabrestante de tambor (devanado) o alternativo con un contrapeso que circula debajo de la pista. A diferencia del funicular, en varios países, este dispositivo no se considera un ascensor mecánico.

- Tranvía con tracción por cable: Un medio de transporte que utiliza lanzaderas que circulan por una vía sobre rieles de forma automatizada, que puede, al igual que el funicular, utilizar la tracción por cable. El tranvía con tracción de cable puede ser alternativo o continuo.